# 天使遊戲
天使遊戲（西班牙語： (2008)）與2001年出版的風之影，都是遺忘書之墓的系列小說，而作者都是西班牙籍的卡洛斯·魯依斯·薩豐，就像風之影一樣，英文版（The Angel's Game）由英國詩人羅伯特·格雷夫斯的女兒Lucia Graves翻譯，並且於2009年出版。
天使遊戲是設定於1920和1930年的巴塞隆納，接著有位年輕的寫書作者慢慢靠近一連串迷團。小說之後回到位於巴塞隆納拉瓦爾區的遺忘書之墓。
場景是和一個神密的魔鬼糾纏及一個愛情故事的衝突設定，地點包括巴塞隆納黑暗狹小的小巷和古老大廈。

## 反應
加拿大通訊社(The Canadian Press)發行的麥克林的雜誌，把天使遊戲納入2009年7月7日當週截止的十大精裝小說的第一名。